# Zaynab Dosso
Zaynab Dosso (* 12. September 1999 in Man) ist eine italienische Sprinterin ivorischer Herkunft, die sich auf den 100-Meter-Lauf spezialisiert hat. Seit 2023 ist sie Inhaberin des italienischen Landesrekordes im 100-Meter-Lauf und 2025 wurde sie Halleneuropameisterin über 60 Meter.

## Sportliche Laufbahn
Zaynab Dosso verbrachte ihre Kindheit Elfenbeinküste. Im Jahr 2009, im Alter von zehn Jahren, zog sie nach Rubiera in der Provinz Reggio Emilia, um ihre Eltern wiederzusehen, die 2002 nach Italien zogen. Sie begann 2012 mit dem Training der Leichtathletik in Rubiera. Im Mai 2016 erhielt sie die italienische Staatsbürgerschaft besitzt. 
Erste internationale Erfahrungen sammelte Zaynab Dosso im Jahr 2016, als sie bei den erstmals ausgetragenen Jugendeuropameisterschaften in Tiflis in 11,83 s den vierten Platz belegte und mit der italienischen Sprintstaffel (1000 Meter) in 2:08,99 min die Bronzemedaille gewann. Nur wenige Tage später nahm sie mit der 4-mal-100-Meter-Staffel an den U20-Weltmeisterschaften in Bydgoszcz teil, erreichte dort mit 45,50 s aber nicht das Finale. Im Jahr darauf erreichte sie bei den U20-Europameisterschaften in Grosseto das Halbfinale, in dem sie mit 11,99 s ausschied, während sie mit der Staffel in 45,11 s nicht das Finale erreichte. 2019 scheiterte sie bei den U23-Europameisterschaften in Gävle mit 12,12 s in der ersten Runde und belegte mit der Staffel in 45,29 s den siebten Platz. 2021 schied sie dann bei den U23-Europameisterschaften in Tallinn mit 11,57 s im Halbfinale über 100 Meter aus und wurde im Staffelbewerb im Finale disqualifiziert. Im Jahr darauf startete sie über 60 Meter bei den Hallenweltmeisterschaften in Belgrad und gelangte dort mit neuem Landesrekord von 7,14 s ins Halbfinale, in dem sie mit 7,16 s ausschied. Im Juli schied sie bei den Weltmeisterschaften in Eugene mit 11,28 s im Halbfinale über 100 Meter aus und belegte mit der Staffel in 42,92 s im Finale den achten Platz. Anschließend belegte sie bei den Europameisterschaften in München in 11,37 s den siebten Platz über 100 Meter und gewann mit der Staffel in 42,84 s gemeinsam mit Dalia Kaddari, Anna Bongiorni und Alessia Pavese die Bronzemedaille hinter den Teams aus Deutschland und Polen.
2023 wurde sie bei der 1. Liga der Team-Europameisterschaft im Zuge der Europaspiele in Chorzów in 11,45 s Vierte im B-Lauf über 100 Meter. Im August schied sie bei den Weltmeisterschaften in Budapest mit 11,19 s im Halbfinale aus. Im Vorlauf egalisierte sie mit 11,14 s den italienischen Landesrekord über 100 Meter von Manuela Levorato aus dem Jahr 2001. Zudem belegte sie mit der 4-mal-100-Meter-Staffel in 42,49 s den vierten Platz. Im Jahr darauf steigerte sie ihren Rekord über 60 Meter auf 7,02 s und gewann dann im März in 7,05 s die Bronzemedaille bei den Hallenweltmeisterschaften in Glasgow hinter der Lucianerin Julien Alfred und Ewa Swoboda aus Polen. Im Mai wurde sie bei den World Athletics Relays in Nassau in 42,60 s Erste im A-Lauf in der 2. Qualifikationsrunde über 4-mal 100 Meter und sicherte damit der italienischen Mannschaft einen Startplatz bei den Olympischen Spielen in Paris. Im Juni gewann sie bei den Europameisterschaften in Rom in 11,03 s die Bronzemedaille über 100 Meter hinter der Britin Dina Asher-Smith und Ewa Swoboda aus Polen. Im Halbfinale verbesserte sie ihren eigenen Landesrekord auf 11,01 s. Im August schied sie bei den Olympischen Sommerspielen in Paris mit 11,34 s im Semifinale über 100 Meter aus und verpasste mit der Staffel mit 43,03 s den Finaleinzug.
2025 steigerte sie ihren italienischen Hallenrekord über 60 Meter auf 7,01 s und gewann damit im März Gold bei den Halleneuropameisterschaften in Apeldoorn. Kurz darauf gewann sie bei den Hallenweltmeisterschaften in Nanjing in 7,06 s die Silbermedaille hinter der Schweizerin Mujinga Kambundji.
In den Jahren 2019 und 2020 sowie von 2022 bis 2024 wurde Dosso italienische Meisterin im 100-Meter-Lauf. 2022, 2024 und 2025 wurde sie zudem Hallenmeisterin über 60 Meter.

## Persönliche Bestzeiten
- 100 Meter: 11,01 s (+2,0 m/s), 9. Juni 2024 in Rom (italienischer Rekord)
  - 60 Meter (Halle): 7,01 s, 9. März 2025 in Apeldoorn (italienischer Rekord)
- 200 Meter: 23,10 s (−0,4 m/s), 18. Mai 2024 in Rom